# Acid tricloroizocianuric
Acidul tricloroizocianuric este un compus organic cu formula chimică (C3Cl3N3O3), derivat de acid izocianuric clorurat. Este utilizat ca dezinfectant industrial, înălbitor și ca reactiv în sinteza organică Este un solid alb, cristalin, cu un miros puternic de clor, folosit frecvent sub formă de comprimate sau granule, pentru uz domestic sau industrial. Sărurile sale sunt denumite tricloroizocianurați.

## Obținere
Acidul tricloroizocianuric este obținut din acid cianuric printr-o reacție a sa cu clorul gazos și hidroxid de sodiu:
{\displaystyle {\ce {[C(O)NH]3 + 3 Cl2 + 3 NaOH -> [C(O)NCl]3 + 3NaCl + 3H2O}}}